# Маштабей Віктор Якович
Віктор Якович Маштабей (23 липня 1944) — український науковець, дипломат, Надзвичайний і Повноважний Посол України, доцент Дипломатичної Академії України при МЗС, голова Наглядової Ради МЦПД. 
Голова Наглядової ради Громадської спілки «Фонд «Наша Либідь»».

## Біографія
Народився 23 липня 1944 року в селі Орловець Городищенського району на Черкащині. 
До 1992 — займався дослідницькою роботою в Академії Наук України, в Раді економічної взаємодопомоги.
З 1992 по 1998 працює в Міністерстві закордонних справ України.
У 2006 — директор департаменту економічного співробітництва МЗС України 
З 29.05.2006 по 21.07.2009 — Надзвичайний та Повноважний Посол України в Сінгапурі.
З 05.05.2008 по 21.07.2009 — Надзвичайний та Повноважний Посол України в Брунеї Даруссалам.